# Källby
För byn i Lunds kommun, se Källby, Lunds kommun.
Källby är en tätort i Götene kommun belägen två kilometer väster om Källby kyrkby, kyrkbyn i Källby socken. Samhället avgränsas av Vänern i väst och jordbruksbygd i övriga riktningar. Någon kilometer norr om samhället reser sig berget Kinnekulle.

## Befolkningsutveckling
| Befolkningsutvecklingen i Källby 1970–2020                                         | Befolkningsutvecklingen i Källby 1970–2020 | Befolkningsutvecklingen i Källby 1970–2020 | Befolkningsutvecklingen i Källby 1970–2020 | Befolkningsutvecklingen i Källby 1970–2020 |
| ---------------------------------------------------------------------------------- | ------------------------------------------ | ------------------------------------------ | ------------------------------------------ | ------------------------------------------ |
|                                                                                    |                                            |                                            |                                            |                                            |
| År                                                                                 |                                            |                                            | Folkmängd                                  | Areal (ha)                                 |
| 1970                                                                               | 1970                                       |                                            | 425                                        |                                            |
| 1975                                                                               | 1975                                       |                                            | 868                                        |                                            |
| 1980                                                                               | 1980                                       |                                            | 1 248                                      |                                            |
| 1990                                                                               | 1990                                       |                                            | 1 552                                      | 121                                        |
| 1995                                                                               | 1995                                       |                                            | 1 676                                      | 134                                        |
| 2000                                                                               | 2000                                       |                                            | 1 563                                      | 133                                        |
| 2005                                                                               | 2005                                       |                                            | 1 551                                      | 133                                        |
| 2010                                                                               | 2010                                       |                                            | 1 586                                      | 136                                        |
| 2015                                                                               | 2015                                       |                                            | 1 737                                      | 209                                        |
| 2020                                                                               | 2020                                       |                                            | 1 783                                      | 229                                        |
| Anm.: Ny tätort 1970. sammanvuxen med Källbytorp 2015. Källby norra bröts ut 2023. |                                            |                                            |                                            |                                            |

## Samhället
Källby har hamn och järnväg (Kinnekullebanan).
Här fanns tidigare tre kvarnar Nästakvarn, Mellomkvarn och Sjökvarn. Alla tre belägna utefter Mariedalsån, kallad Råmeån i Källby, som rinner i nära anslutning till samhället. 
En stor industri och arbetsgivare är Gunnar Dafgård AB, grundad 1937, som tillverkar frysrätter. 
På orten finns en grundskola upp till årskurs 6 som heter Källby Gård. Det finns även en förskola med sju avdelningar. Det fanns även en förskola i en gul byggnad intill skolan men den revs på grund av mögel. Förskolan ersattes med ett nytt två våningar stort dagis som byggdes 2019.
Källby har en fotbollsklubb som heter Källby IF, som spelar sina matcher på idrottsplatsen Eolsborg.
Det finns även en liten Handlarn-affär som tidigare var Statoil. Affären har genomgått flera renoveringar, bland annat efter en brand den 19 oktober 2014 som orsakades av en kyl. Mekonomen och Dafgårds matvarubutik ligger intill affären.
Det fanns tidigare en Ica-butik intill Källby station och Källby pizzeria. Affären byggdes senare om för bilförsäljning och är för närvarande djurbutiken "Källby Zoologiska".